# Діаграма «стовбур — листя»

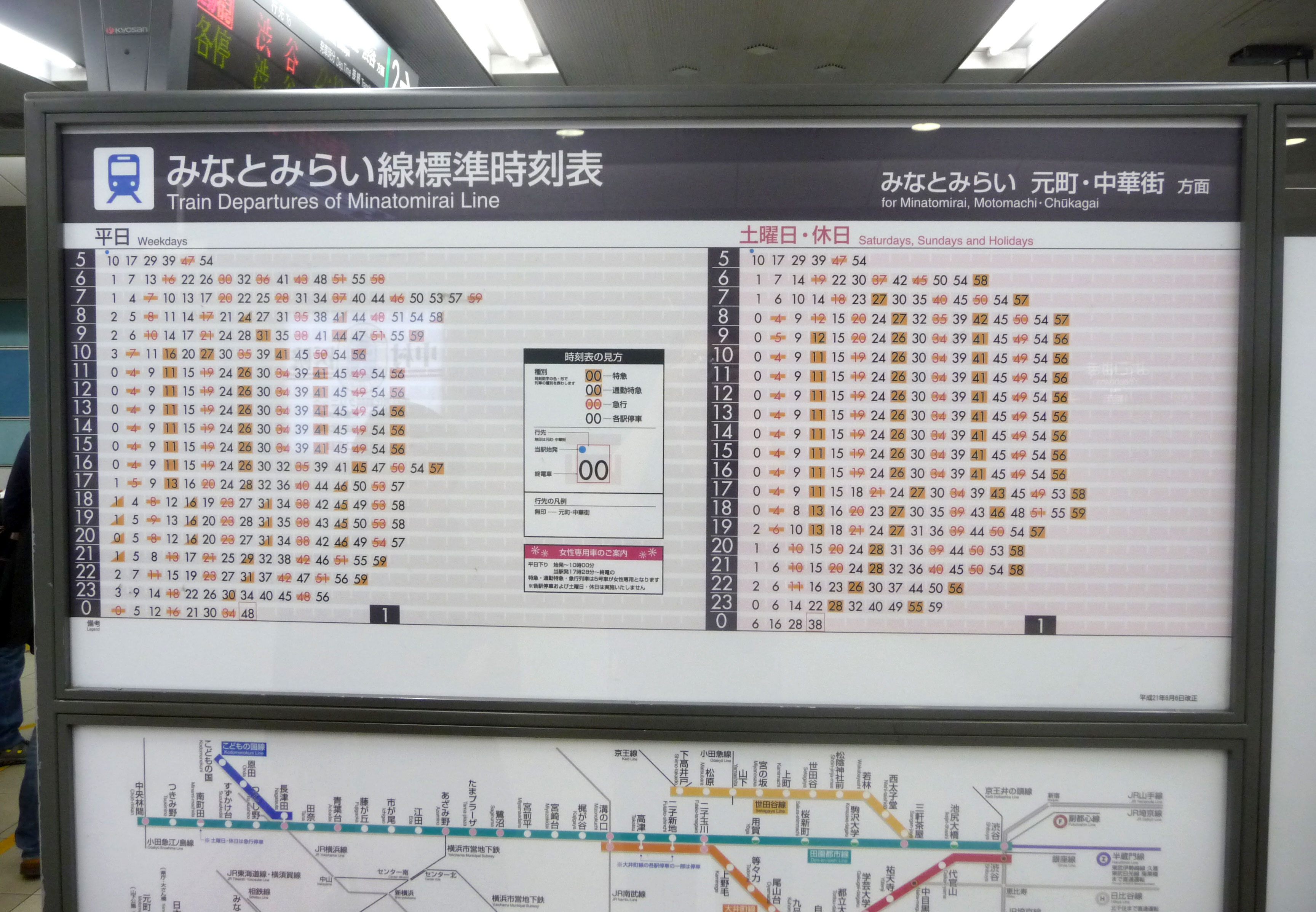
Час таблиці з використанням діаграми «стовбур — листя» в Minato Mirai вокзалі в Йокогамі, Японія. Це приклад широко поширеного шаблону в країні.

Діагра́ма «сто́вбур — ли́стя» — засіб для зображення кількісних даних у графічному форматі, схожого на гістограму, що допоможе у візуалізації форми розподілу. Артур Лайон Боулі розвинув цю теорію на початку 1900-х років, ця діаграма є важливим інструментом для розвідувального аналізу. Ці діаграми стали широко використовуватись в 1980-х роках після виходу в світ книги Джона Тьюкі про розвідувальний аналіз даних в 1977 році. Популярність діаграми «стовбур — листя» в ті роки була зумовлена використанням друкарської машинки, що дозволяло комп'ютерним технологіям того часу легко малювати графіки. Сучасні можливості комп'ютера побудови графіків призвели до того, що діаграма «стовбур — листя» використовується рідше.
На відміну від гістограми, діаграма «стовбур — листя» зберігає данні як мінімум двох багатозначних чисел та розмістити їх в певному порядку, цим полегшив рух від логічного висновку до непараметричної статистики.
Основна діаграма «стовбур — листя» містить два стовпці, які розділені вертикальною лінією. Ліва колонка містить «стебла», а права колонка — «листя».

## Побудова діаграми «стовбур— листя»
Для побудови діаграми «стовбур — листя», спостереження спершу повинні бути відсортованими в порядку зростання: це може бути зроблено простішим способом, якщо вручну намалювати ескіз діаграми з невпорядкованими «листями», потім впорядкувати їх для отримання остаточної діаграми.
Нижче наведений впорядкований набір даних, які будуть використовуватись в наступному прикладі:
```
44 46 47 49 63 64 66 68 68 72 72 75 76 81 84 88 106
```

Наступний крок — визначити що буде представлено як «стебла» та «листя». Як правило, «лист» містить останні цифри числа, а «стебло» — всі інші цифри. У випадках, коли число дуже велике, можна округлити до певного розряду (наприклад, до сотень), і тоді саме ті значення будуть використовуватись для «листя». «Листя» впорядковані в порядку зростання з правої сторони від кожного «стебла».

Важливо зазначити, що коли якесь число повторюється (наприклад, 72), то це повинно відображатись в діаграмі (таким чином діаграма буде мати такий вигляд 7| 2 2 5 6, у випадку коли є такі числа 72 72 75 76).
```
4 | 4 6 7 9
5 |
6 | 3 4 6 8 8
7 | 2 2 5 6
8 | 1 4 8
9 | 
10 | 6
ключ: 6|3=63
розряд “листка”: 1.0
розряд “стовбура”: 10.0
```

Округлення можуть бути необхідними для створення. Діаграми «стовбур — листя» буде створена на основі наступного набору даних:
```
-23.678758, -12.45, -3.4, 4.43, 5.5, 5.678, 16.87, 24.7, 56.8
```

Від'ємні числа знаходяться на початку «стебла», вони мають значення X/10. Значення для нецілих чисел — округлене. Це дозволяє діаграмі зберігати свою структуру при більш складних значеннях даних. Як і в прикладі, наведеному нижче:
```
-2 | 4
-1 | 2
-0 | 3
 0 | 4 6 6 
 1 | 7
 2 | 5
 3 | 
 4 | 
 5 | 7
 ключ: -2|4=-24
```

## Використання
Діаграма «стовбур — листя» використовуються для зображення відносної густоти та форми даних, даючи читачу короткий огляд розподілу. Вона зберігає необроблені числові дані. Вона також корисна при знаходженні викидів та моди. Проте, діаграма «стовбур — листя» може використовуватись тільки для обмеженого набору даних (15-150 даних). Для дуже невеликих наборів даних ця діаграма не приносить результату, тому що є необхідна кількість даних для точного розподілу. Для дуже великих наборів даних ця діаграма буде нагромадженою, оскільки кожне значення повинне бути записане чисельно.
Легкість, з якою гістограми тепер можуть бути згенеровані комп'ютером, свідчить про те, що діаграма «стовбур — листя» використовується сьогодні менше, ніж в 1980-х роках, коли вони вперше стали широко використовуватися як швидкий метод відображення інформації вручну та графічно.